# Octopus (album)
Pour les articles homonymes, voir Octopus (homonymie).
Albums de Gentle Giant
Three Friends
(1972) In a Glass House
(1973)
Octopus est le quatrième album studio du groupe rock progressif britannique Gentle Giant, sorti en 1972. Il a été nommé d'après un jeu de mots de la part de l'épouse de Phil Shulman, Roberta, qui faisait référence au fait que l'album comportait huit pièces (« Octo- » : huit ; « Opus » : œuvre), chacune d'entre elles étant censée représenter les six membres du groupe et deux de leurs roadies. La pochette européenne est signée Roger Dean (une autre illustration est réalisée pour le marché américain). Ce fut le premier album avec leur nouveau batteur John Weathers et aussi le dernier avec Phil Shulman. 

## Historique
Cette section a été traduite de l'article anglophone sur Wikipedia consacré à l'album Octopus de Gentle Giant.
Au moins trois titres de l'album sont inspirés d'œuvres littéraires. Tout d'abord The advent of Panurge, provient de l'œuvre de François Rabelais, Gargantua et Pantagruel comme l'avait été la pièce Pantagruel's Nativity sur l'album Acquiring the Taste en 1971. Ensuite, A Cry for Everyone est influencé par le travail et les croyances de l'écrivain franco-algérien Albert Camus, alors que Knots provient du livre éponyme du psychiatre écossais Ronald David Laing.

## Titres
Toutes les chansons sont composées par Shulman, Shulman, Shulman et Minnear.
1. The Advent of panurge (4:40)
2. Raconteur Troubadour (3:59)
3. A Cry For Everyone (4:02)
4. Knots (4:09)
5. The Boys In The Band (4:32)
6. Dog's Life (3:10)
7. Think of Me with Kindness (3:33)
8. River (5:54)

## Personnel
- Derek Shulman - Chant (1-4, 8), saxophone alto (5)
- Gary Green - Guitare électrique (1, 3, 4, 5, 8), guitare acoustique (6), percussions (2)
- Ray Shulman - Basse, violon (2, 5, 6), violon électrique (4, 8), alto (6), guitare acoustique (6), percussions (3), chœurs
- Kerry Minnear - Piano (1-5, 7, 8), piano électrique (2, 4, 8), orgue Hammond (1-5, 7, 8), Mellotron (1), clavecin (4), Régale (6), Minimoog (1, 3, 5, 8), clavinet (2, 7, 8), vibraphone (4, 8), violoncelle (2, 6), percussions (2), chant (1, 4, 7), chœurs
- Phil Shulman - Saxophone ténor (4, 5), trompette (1, 2), Mellophone (7), chant (1, 4, 6, 8), chœurs
- John Weathers - Batterie (1-5, 7, 8), bongos (3, 8), variateur de vitesse pour cymbales (4, 8), xylophone (4, 6)

## Production
- Gentle Giant - Production
- Martin Rushent - Ingénieur
- Cliff Morris - Mastering
- Geoff Young - Opérateur bandes maitresses
- Murray Krugman - Superviseur général

## Design
- Roger Dean - Dessin de la pochette britannique
- Charles White III - Illustration de la pochette américaine et canadienne
- John Berg - Concept & design de la pochette
- Fluid Drive - Art
- Kenny Kneitel - Design
- Michael Doret - Lettrage